# Cribrostomoides
Cribrostomoides es un género de foraminífero bentónico de la subfamilia Recurvoidinae, de la familia Ammosphaeroidinidae, de la superfamilia Recurvoidoidea, del suborden Lituolina y del orden Lituolida. Su especie tipo es Cribrostomoides bradyi. Su rango cronoestratigráfico abarca el Holoceno.

## Discusión
Clasificaciones previas incluían Cribrostomoides en la familia Haplophragmoididae y superfamilia Lituoloidea, así como en el suborden Textulariina del orden Textulariida, o en el orden Lituolida sin diferenciar el suborden Lituolina.

## Clasificación
Se han descrito numerosas especies de Cribrostomoides. Entre las especies más interesantes o más conocidas destacan:
- Cribrostomoides bradyi
- Cribrostomoides trinitatensis

Un listado completo de las especies descritas en el género Cribrostomoides puede verse en el siguiente anexo.